# Quintetto ideale della ABA Liga
Il Quintetto ideale della ABA Liga è il riconoscimento che ogni anno la ABA Liga conferisce ai 5 migliori giocatori che si sono distinti nel corso della regular season.

## Vincitori
- Quintetto ideale della ABA Liga 2010-2020
- Quintetto ideale della ABA Liga 2020-2030

## Plurivincitori
| Vittorie | Giocatore         | Squadra (anno)                                                                            |
| -------- | ----------------- | ----------------------------------------------------------------------------------------- |
| 3        | Kenan Kamenjaš    | Studentski Centar (2021-22), Studentski Centar / Budućnost (2023-24), Budućnost (2024-25) |
| 2        | Boban Marjanović  | Stella Rossa (2013-14, 2014-15)                                                           |
| 2        | Miro Bilan        | Cedevita Junior (2015-16, 2016-17)                                                        |
| 2        | Novica Veličković | Partizan (2016-17, 2017-18)                                                               |
| 2        | Jaka Blažič       | Cedevita Olimpija (2020-21, 2021-22)                                                      |
| 2        | Kevin Punter      | Partizan (2021-22, 2022-23)                                                               |
| 2        | Luka Božić        | Zara (2022-23, 2023-24)                                                                   |
| 2        | Zach LeDay        | Partizan (2021-22, 2023-24)                                                               |
| 2        | Filip Petrušev    | Mega Belgrado (2020-21), Stella Rossa (2024-25)                                           |